# K.A.Z (ギタリスト)
K.A.Z（カズ、1968年10月11日 - ）は、日本のギタリスト、作曲家、編曲家、プログラマー、音楽プロデューサー。山梨県甲府市出身。血液型O型。

## 来歴
1991年 - GEMMY ROCKETSを結成。1994年  解散。
1994年 - THE LOVERSを結成。1996年解散。
1996年 - Oblivion Dustを結成。
1998年 - hide with Spread Beaverのギタリストとして活躍。
2001年 - 相川七瀬の「シュガーベイビー」で作曲家デビュー。Oblivion Dustを解散。
2002年 - エイベックスから、キューンレコードに移籍。土屋アンナとSpin Aquaを結成。
2004年 - 土屋の結婚・妊娠に伴い、Spin Aquaを解散。
2007年 - Oblivion Dustを再結成。
2008年 - HYDEとVAMPSを結成。
2017年 - VAMPSを活動休止。以降、Oblivion Dustでの活動が中心となる。

## 楽曲提供
編曲
- TETSU69

「TIGHTROPE」※TETSU69との共同編曲
- HYDE

「HELLO」
「COUNTDOWN」※HYDEとの共同編曲
- NO PLAN

「Oh!サマー」※編曲参加
- 中島美嘉

　「GLAMOROUS SKY」編曲
作編曲
- 相川七瀬

「シュガーベイビー」
- HYDE

「SEASON'S CALL」
「I CAN FEEL」
「FAITH」
「DOLLY」
「IT'S SAD」
- デトロイト・メタル・シティ

「SATSUGAI ~for the movie~」

## 所属バンド及びプロジェクト
全てギターとして参加。
- Oblivion Dust
- hide with Spread Beaver
- VAMPS（活動休止中）

以下、過去所属していたプロジェクト
- Spin Aqua
- HYDE BAND

## 主な使用機材
ギター
- ESP KZ.V-ONE（3本（白・サンバースト））
- ESP KZ.P-ONE-W&Fire
- ESP POTBELLY K.A.Z Custom
- ESP VP-K350（3本（ブラック・シルバー・赤に黒のラインが入った七弦タイプ））
- ESP VP-200（3本（ゴールド・シースルーレッド・パールホワイト））
- ESP TE-K300（2本（スタンダードなボディシェイプの白・ナチュラル））
- ESP K.A.Z Model（オリジナルのテレキャスシェイプ2本（白・緑系のボディに網を貼った物））
- ESP SG-TYPE
- Navigator LP-380LTD
- Zodiacworks
- Zodiacworks ZTC-MT Ⅱ 2H "The Dead"
- Zodiacworks ZTC-MT Ⅲ K.A.Z
- Zodiacworks ZPG Custom
- Zodiacworks ZPG Re-viv SLV
- Zodiacworks ZPG Re-viv SLV-465 B Tune
- Zodiacworks SG TYPE
- PRS 20th Anniversary Singlecut
- PRS McCarty Soapbar
- Jack Gretz CUSTOM GUITAR
- Devid Thomas McNaught V Type（2本（青・黒））
- Fender JAZZMASTER
- Fender Japan JAZZMASTER
- Gibson ES-295
- dragonfly B6
- dragonfly CUSTOM 27"
- James Trussart Steel Caster Rusty Star

アンプ
- TWO-ROCK Opal Signature
- CORN FORD mk-50h
- Diezel HERBERT
- Custom Audio OD-100
- Mesa Boogie Dual Rectifier
- Marshall 9200（パワーアンプ）
- Marshall JMP-1（プリアンプ）
- Line6 POD X3 PRO（アンプシミュレーター）
- Tech21 SansAmp PSA-1（アンプシミュレーター）

エフェクト
- Digitech WH-II
- KLON CENTAUR
- T.C. Electronics G-Force
- T.C. Electronics TC2290（デジタル・ディレイ）
- BOSS DD-20（デジタル・ディレイ）
- E-bow
- クロン ケンタウルス（OD）
- SHARK WARZY DRIVE（OD）
- platinum dual drive（OD）
- レキシコン PCM70（デジタル・エフェクト・プロセッサ）
- Eventide TIME FACTOR
- Eventide MOD FACTOR
- weed Sweet Drive

## その他
2022年公開の映画『TELL ME ～hideと見た景色～』では、自身の役をギタリストで作曲家の片岡麻沙斗が演じる。片岡は音楽監修でも参加。